# Otto Wolf (Autor)
Otto Wolf (* 5. Juni 1927 in Müglitz; † 20. April 1945 bei Kianitz) war ein mährischer Jude. Er führte seit der Flucht der Familie vor dem Abtransport ins Ghetto Theresienstadt im Juni 1942 ein Tagebuch. Das 1997 veröffentlichte Deník Otty Wolfa (Tagebuch des Otto Wolf) gilt als einziges Tagebuch, das das Leben einer jüdischen Familie in ihrem Versteck im Protektorat Böhmen und Mähren beschreibt.

## Leben
Der jüngste Sohn des Bertold Wolf und seiner Frau Růžena besuchte zunächst die tschechische Schule in Olmütz, wo die Familie bis 1940 lebte. Sein älterer Bruder Kurt (1915–1943) ging nach der deutschen Besetzung der „Resttschechei“ in die Sowjetunion und schloss sich dem tschechoslowakischen Armeekorps an; er fiel in der Schlacht um Sokolowo. 1940 zogen die Eltern mit Otto und seiner Schwester Felicitas in das Städtchen Tršice, wo sie zahlreiche Bekannte hatten und sich bessere Überlebenschancen als in der Großstadt erhofften.
Nachdem im Juni 1942 die Deportation der Olmützer Juden einsetzte, erhielt auch die Familie Wolf den Befehl, sich in Olmütz für den ersten Transport nach Theresienstadt am 26. Juni 1942 einzufinden. Auf dem Weg zur Sammelstelle entschied sich die Familie unterzutauchen, entfernte die Judensterne von der Kleidung und kehrte nach Tršice zurück. Von diesen Plänen hatte zunächst nur Felicitas Wolfs Freund Jaroslav Zdařil Kenntnis. In Tršice lebten sie in mehreren Verstecken im Wald und Gärten. Nachdem nicht nur der gesamten Familie Zdařil die Anwesenheit der Wolfs bekannt geworden war und sie auch im Wald von anderen Bewohnern des Ortes gesehen worden waren, kam es zu Spannungen mit Jaroslav Zdařil, dem die Versorgung und das Verstecken der Familie über den Kopf wuchs. Daraufhin bezog die Familie im April 1944 ein neues Versteck auf dem Dachboden des Zimmermanns Zbořil. Auch er zeigte sich zunehmend mit den Belastungen und Gefahren überfordert. Am 5. März 1945 bezog die vierköpfige Familie ihr neues Versteck in der Scheune von Oldřich Ohera in dem Dorf Zákřov bei Tršice.
In jener Zeit unterstützten die Bewohner von Zákřov auch die in der Gegend operierende Partisaneneinheit Juraj. Nachdem die Gestapo an Informationen gelangt war, dass sich in Zákřov ein Zentrum der Partisanenbewegung befände, wurden über das Kosakenbataillon 574 die Gestapoleute Ernst Geppert und Josef Hykade als falsche Partisanen nach Zákřov eingeschleust. In den Abendstunden des 18. April 1945 erfolgte durch 350 Kosaken der Wlassow-Armee und die Gestapoleute Geppert und Hykade die Vergeltungsaktion Zákřov. Dabei wurde auch Otto Wolf entdeckt.
Am nächsten Morgen wurden alle festgenommenen Männer über 50 Jahre freigelassen und die 23 jüngeren in Dreierreihen nach Velký Újezd getrieben, wo sie zunächst in einen ehemaligen Stall im Hof des Rathauses eingeschlossen wurden. Nach zweitägigen Verhören mit schwerer Folter durch die Kosaken wurden 19 der Männer am frühen Abend des 20. April auf einen LKW geworfen und aus dem Protektorat ins Sudetenland zu einer hölzernen Hütte auf dem Muderberg oberhalb von Kianitz gefahren. Die Gestapoleute und Kosaken schütteten zunächst Teer in die Baude und füllten die Baude dann mit Holz. Anschließend brachten sie Gefangenen einzeln hinein, wobei nach Hykades Aussage Geppert im Wechsel mit dem Kosaken Čorny jedem einen Genickschuss versetzt haben soll. Das letzte der Opfer war Otto Wolf. Anschließend steckten sie die Hütte mit Benzin in Brand. Die Überreste der Ermordeten mussten dann von Einwohnern aus Kozlau vergraben werden. Otto Wolfs Tagebuch wurde nach seiner Verhaftung von seiner Schwester Felicitas weitergeführt.
Am 12. Mai 1945 wurden Ermittlungen zum Schicksal der Männer von Zákřov aufgenommen. Die Deutschen aus Kozlov, die die Opfer des Massakers vergraben hatten, mussten die verbrannten Überreste wieder ausgraben. Bei der Untersuchung der Toten wurde festgestellt, dass die meisten der Männer noch bei lebendigem Leibe verbrannten und sämtliche Opfer beide Oberschenkel gebrochen hatten. Zusammen mit den 18 weiteren Opfern des Massakers wurde Otto Wolf am 14. Mai 1945 in einem Massengrab auf dem Friedhof Tršice feierlich beigesetzt. Am 31. Oktober 1949 wurde am Platz des Massakers von Kianitz das Denkmal „Zákřovský Žalov“ enthüllt.
Otto Wolfs Mutter Růžena erholte sich von den Zeiten der Flucht und dem Tod beider Söhne nicht mehr und verstarb 1952. Der Vater Bertold Wolf kehrte nach dem Krieg nach Olmütz zurück und wirkte als Kantor der Jüdischen Gemeinde; er verstarb 1962. Ottos Schwester Felicitas, die 1968 mit ihrem Mann Otto Grätz in die USA auswanderte, gab das Tagebuch ihres Bruders in den 1980er Jahren zur Veröffentlichung frei.
Oldřich und Marie Ohera, Jaroslav und Alena Zdařil sowie František und Marie Zbořil wurden im Jahre 2000 von der Gedenkstätte Yad Vashem mit dem Titel Gerechter unter den Völkern geehrt.